# قانون وحش
قانون وحش (انگلیسی: The Law of the Wild) یک فیلم مجموعه‌ای وسترن آمریکایی است که در سال ۱۹۳۴ منتشر شد.

## بازیگر
- رکس سلطان اسب‌های وحشی
- رین تین تین جونیور
- بن ترپین
- باب کاستر
- لوسیل براون
- ریچارد کریمر